# Баркан (населённый пункт)
Барка́н (ивр. בַּרְקָן‎) — израильское поселение на Западном берегу реки Иордан, в Северной Самарии.
Находится примерно в 25 км к востоку от Тель-Авива и в 8 км к западу от Сальфита, относится к региональному совету Шомрон. 

## История
Основан в июне 1981 года светскими израильтянами из движений «Бейтар» и «Херут». Баркан является частью цепи поселений, построенных вдоль Транс-Самарийского шоссе, и прилегает к индустриальному парку Баркан. Парк был основан в 1982 году и включает в себя 120 предприятий и заводов по производству пластмасс, металлообрабатывающей, пищевой и текстильной промышленности.

## Население
По данным Центрального статистического бюро Израиля, население на начало 2020 года составляло 1 895 человек.

## Археология
Археологические раскопки к востоку от города содержат остатки еврейских поселений, относящихся к периоду первого и второго Иерусалимских храмов.
Рядом находятся руины древнеизраильского поселения Избет-Сарта, которое некоторыми археологами отождествляется с древнееврейским городом Авен-Езером (1Цар. 4:1). Поселение возникло около 1200 года до нашей эры, и, возможно, является одним из самых ранних еврейских поселений в Израиле.